# Can Banús (Vilassar de Dalt)
Can Banús és una masia de Vilassar de Dalt (Maresme), inclosa a l'Inventari del Patrimoni Arquitectònic de Catalunya. Actualment és la seu del Centre de Documentació del Parc de la Serralada Litoral.

## Història
Correspon a l'antic Mas Canals, dependent del monestir de Sant Marçal de Montseny, fins que el 1365 va adquirir la condició d'alou. A la segona meitat del segle xv passà a denominar-se Can Serra.
Des del 1974 aixopluga les dependències del Museu municipal, i el 1980 s'hi va inaugurar la biblioteca popular, trasllada el 2015 a Can Manyer.

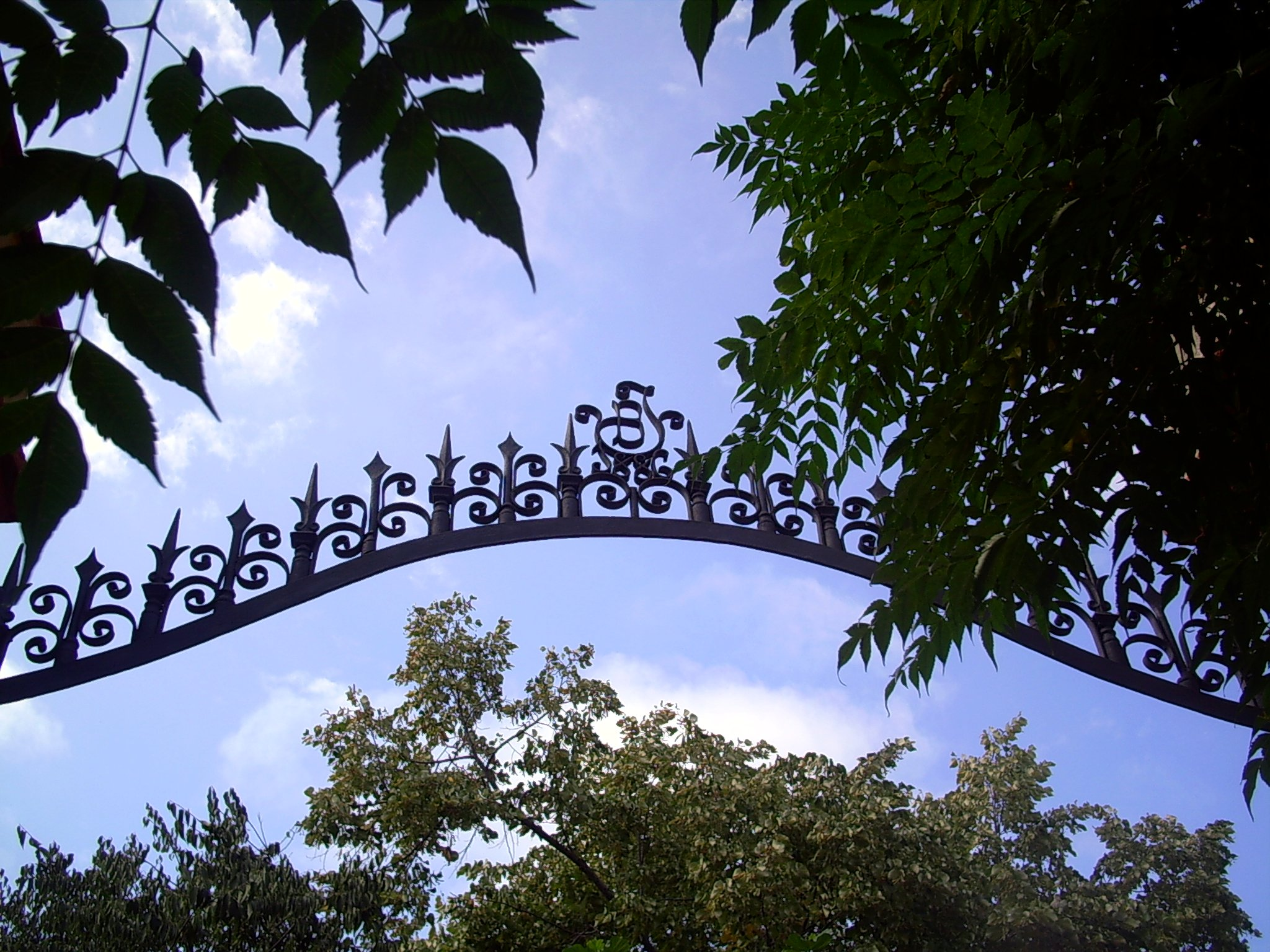
Detall de la reixa de la porta d'entrada

## Descripció
Consta de planta baixa, pis i coberta amb una teulada de dos vessants -amb la banda dreta més llarga- amb carener perpendicular a la façana. Al conjunt destaca el portal rodó reformat, amb l'arcada realitzada amb totxos d'obra vista i les finestres d'estil gòtic -possiblement del segle xv- que presenten la llinda treballada insinuant un arc conopial amb petites lobulacions, així com els brancals i el llindar de pedra.
Aquest complex es troba circumdat per un gran jardí amb una tanca de l'any 1886, flanquejada per dues torretes decorades amb rajoles de colors i motius geomètrics.